# Преніт
Преніт — породоутворювальний мінерал підкласу шаруватих силікатів, гідроксилвмісний алюмосилікат кальцію.
Синоніми: хілтоніт (гілтоніт), джексоніт, тріфаншпат.

## Загальний опис
Хімічна формула: Са2Al[AlSi3О10]•(ОН)2. Містить: CaO — 27,1; Al2O3 — 24,8; SiO2 — 43,7; H2O — 4,4. Домішки: FeO (до 1 %) і Fe2O3 (до 10,6 %). Fe3+ може заміщати Al3+ 8 % Fe2O3.
Параметри елементарної комірки і число формульних одиниць, а = 4,61, b = 5,47, з = 18,48; Z = 2.
Оптичні властивості. Анізотропний, двоосний (+), 2v = 60-70°. Показники заломлення: np = 1,610—1,637, nm= 1,615—1,647, nq = 1,632—1,673.
Сингонія ромбічна. Кристалічна структура субкаркасна, шарувата. Характерна мозаїчна будова виділень. Звичайні сфероліти, радіально-променисті агрегати, кірки, суцільна маса, прожилки, псевдоморфози за алюмосилікатами Са і Na. У вигляді кристалів зустрічається рідко; зазвичай псевдокубічний або таблітчатий, паралельно {001}; масивний, кулястий або сталактитовий з кристалічною поверхнею. Спайність ясна в одному напрямку (По {001} добра). Густина 2,9±0,1. Твердість 6,5-6,75. Колір жовтуватий, зеленуватий, жовто-зелений, білий, сірий. Іноді прозорий. Блиск скляний. Крихкий. Злам нерівний.
Утворюється при гідротермальних змінах різних, переважно основних і лужних вивержених гірських порід, де розвивається по плагіоклазу і ін. алюмосилікатах. У областях активного вулканізму П. — типовий мінерал мигдалин у лавах основного складу. Часто зустрічається в зеленокам'яних породах і пропілітах, а також в колчеданних рудах (наприклад, Уралу), іноді разом з цеолітами, кальцитом, епідотом.
Розповсюдження: Вейнгейм, поблизу Дрездена (Саксонія) — ФРН, Арендаль і Крагерьо (Норвегія), Фалун (Швеція), шт. Нью-Джерсі, Вірджинія (США), Дорос (Намібія), Урал, Сибір (РФ).
Названий на честь полковника фон Прена (C.Prehn), який вперше зібрав зразки мінералу на мисі Доброї Надії (A.G.Werner, 1789).

## Різновиди
Розрізняють:
- преніт залізний (різновид преніту з родовищ Канади, який містить 4 % Fe2O3).

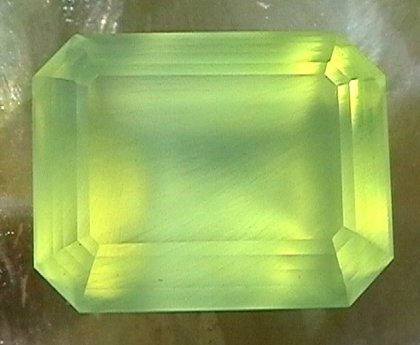
Emerald cut Prehnite, 1.85 см x 1.42 см, 4.6 грам
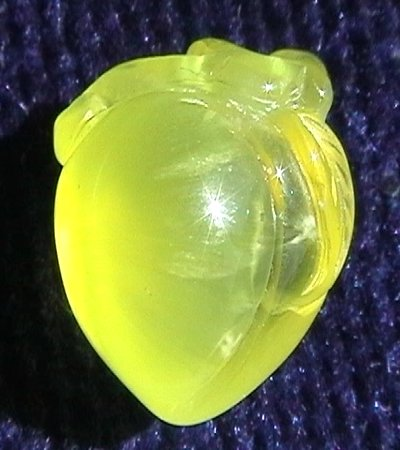
Carved yellow Prehnite pendant, 2.4 см x 1.8 см, 5.5 грам
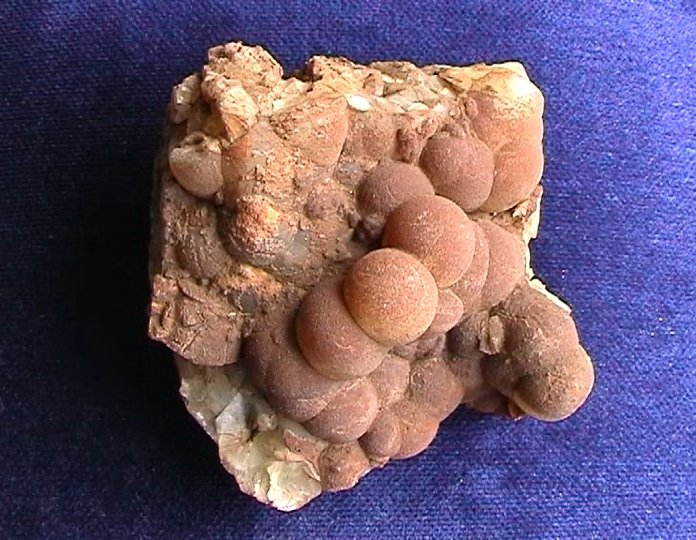
Botryoidal Prehnite fragment, 12.0 см x 11.0 см, 646 грам
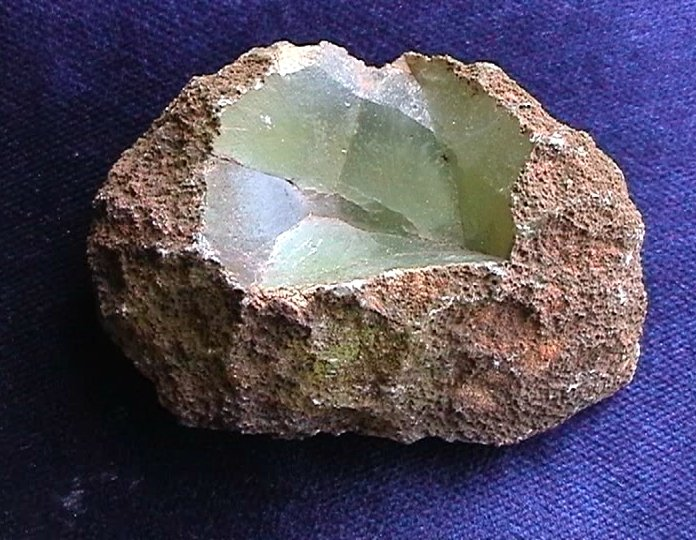
Prehnite nodule fragment, 11.0 см x 7.0 см, 338 грам
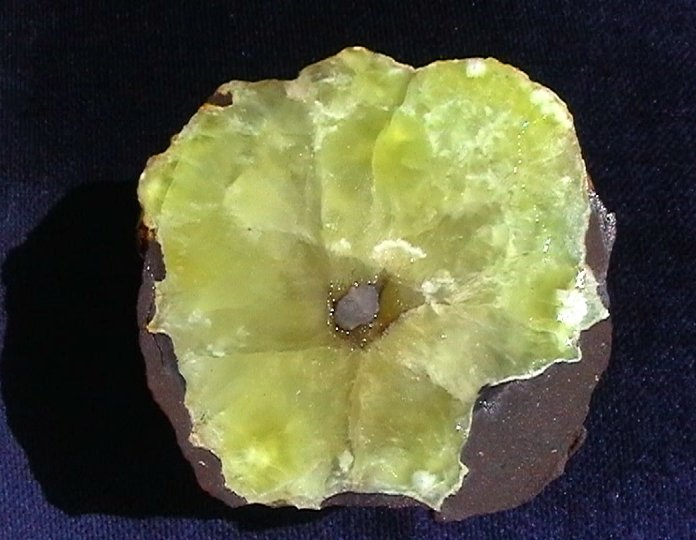
Sliced Prehnite fragment with calcite core, 9.0 см
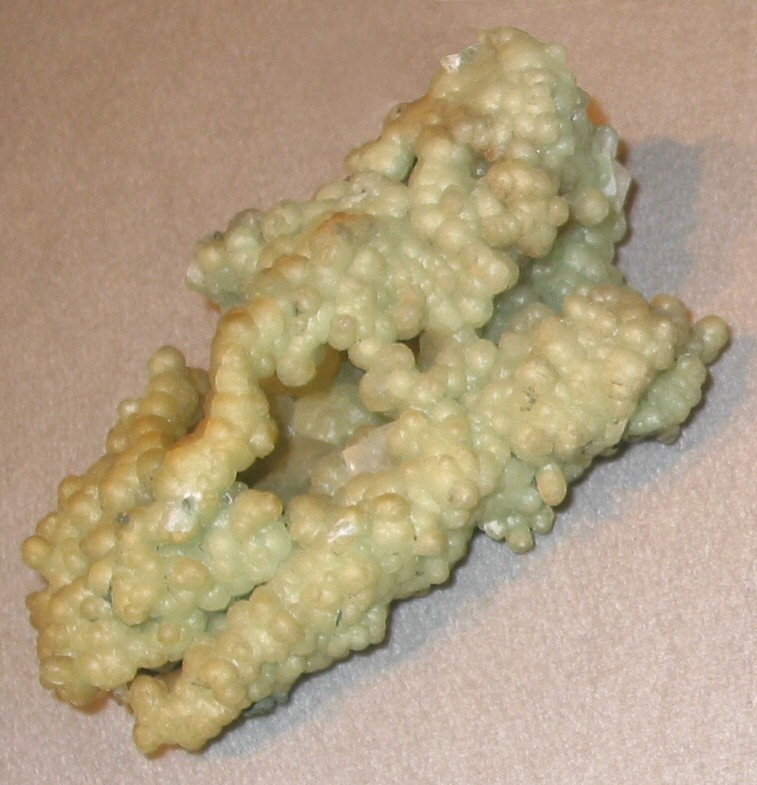
Преніт, Нью-Гейвен, США